# Свети Арсеније (Грчка)
Свети Арсеније (грч. Όσιος Αρσένιος, Осиос Арсениос) је насељено место у општини Полигирос у периферији Средишња Македонија, Грчка. Према попису из 2021. године било је 11 становника.
Свети Арсеније се води као посебно насеље од 2002. године.